# Fernanda Ribeiro
Fernanda Ribeiro, född 23 juni 1969 i Penafiel, Portugal, är en före detta portugisisk långdistanslöpare.
Ribeiro tävlade i både 5 000 meter och 10 000 meter. Hennes största framgångar kom på 10 000 meter då hon vann både OS 1996 i Atlanta och VM 1995 i Göteborg. Vid OS 2000 slutade Ribeiro på tredje plats.

## Personliga rekord
- 5 000 meter - 14.36,45
- 10 000 meter - 30.22,88